# Ralph Walker Nickless

Wappen als Bischof von Sioux City

Wappen von Bischof Nickless

Ralph Walker Nickless (* 28. Mai 1947 in Denver, Colorado) ist ein US-amerikanischer Geistlicher und emeritierter römisch-katholischer Bischof von Sioux City.

## Leben
Nickless ist eines von zehn Kindern von R. Walker Nickless und E. Margaret McGovern Nickless. Er wurde am 4. August 1973 zum Priester des Erzbistums Denver geweiht. Dort war er nach langjähriger Tätigkeit ab 1988 als Vikar für den Klerus und die Seminaristen zuständig, ehe er 1993 Generalvikar des Erzbistums Denver wurde. Papst Johannes Paul II. verlieh ihm 1996 den Titel Ehrenprälat Seiner Heiligkeit (Monsignore).
Zum Bischof von Sioux City ernannte ihn Papst Benedikt XVI. am 10. November 2005. Die Bischofsweihe spendete ihm der Erzbischof von Dubuque, Jerome George Hanus OSB, am 20. Januar 2006; Mitkonsekratoren waren Charles Joseph Chaput OFMCap, Erzbischof von Denver, und Thomas Joseph Tobin, Bischof von Providence. Im August 2009 äußerte Nickless in einer Kolumne seine Ablehnung gegenüber der Gesundheitsreform Obama Care, da diese eine Lockerung des Abtreibungsrechts vorsah.
Am 12. Februar 2025 nahm Papst Franziskus das altersbedingte Rücktrittsgesuch von Ralph Walker Nickless an.